# Däurenbek Täżymbetow
Däurenbek Täżymbetow (kaz. Дәуренбек Тәжімбетов, ur. 2 lipca 1985) – kazachski piłkarz grający na pozycji napastnika, reprezentant kraju.

## Kariera piłkarska

### Kariera klubowa
Täżymbetow grał w kazachskich klubach takich jak Kajsar Kyzyłorda, Ordabasy Szymkent, Szachtior Karaganda, FK Astana, FK Taraz, FK Atyrau i Bajkonur Kyzyłorda. Od 2019 roku gra w Akżajyku Orał.

### Kariera reprezentacyjna
W reprezentacji Kazachstanu zadebiutował 7 października 2011 roku w meczu eliminacji do Mistrzostw Europy 2012 przeciwko Belgii. 1 czerwca 2012 roku zdobył hat-tricka w towarzyskim meczu z Kirgistanem. W reprezentacji rozegrał 5 spotkań zdobywając trzy bramki.
| Mecze i gole w reprezentacji | Mecze i gole w reprezentacji | Mecze i gole w reprezentacji | Mecze i gole w reprezentacji | Mecze i gole w reprezentacji | Mecze i gole w reprezentacji | Mecze i gole w reprezentacji |
| Kazachstan                   | Kazachstan                   | Kazachstan                   | Kazachstan                   | Kazachstan                   | Kazachstan                   | Kazachstan                   |
| Lp.                          | Data                         | Miasto                       | Przeciwnik                   | Gol                          | Wynik                        | Rozgrywki                    |
| ---------------------------- | ---------------------------- | ---------------------------- | ---------------------------- | ---------------------------- | ---------------------------- | ---------------------------- |
| 1.                           | 07.10.2011                   | Bruksela                     | Belgia                       |                              | 1:4                          | el. ME 2012                  |
| 2.                           | 29.02.2012                   | Antalya                      | Łotwa                        |                              | 0:0                          | towarzyski                   |
| 3.                           | 01.06.2012                   | Ałmaty                       | Kirgistan                    | Gol · Gol · Gol              | 5:2                          | towarzyski                   |
| 4.                           | 05.06.2012                   | Erywań                       | Armenia                      |                              | 0:3                          | towarzyski                   |
| 5.                           | 28.03.2015                   | Astana                       | Islandia                     |                              | 0:3                          | el. ME 2012                  |